# حاتم كمال
حاتم كمال (مواليد 9 مايو 1997) لاعب كرة قدم قطري يجيد اللعب في خط الدفاع .
لعب سابقاً في نادي السد ونادي الشحانية .

## روابط خارجية
- حاتم كمال على موقع قاعدة بيانات كرة القدم.إي يو (الإنجليزية)
- حاتم كمال على موقع Soccerway.com (الإنجليزية)